# Didrik Wrangel
Didrik Wrangel af Adinal, född 12 mars 1637 i Andja, Wierland, död 15 februari 1706, var en svensk greve, friherre till Jordansby och kungligt råd. 

## Biografi
Didrik Wrangel var son till lantrådet Herman Wrangel och Beate Wachtmeister, bror till amiral Gustaf Wrangel af Adinal (1630–1688) och Reinhold Wrangel af Adinal (död 1686), morbror till Carl Henrik Wrangel af Adinal. Han blev vid 16 års ålder underlöjtnant vid amiralitetet, deltog som kapten i 1650-talets sjökrig med danskar och holländare samt befordrades 1666 till major och 1670 till amirallöjtnant. 
Wrangel utnämndes 1674  till landshövding i Österbottens län. Under sin tid i länet lät han bland annat reparera Korsholms kungsgård, som sedan blev landshövdingens ordinarie residens. Han anses strängt ha kontrollerat förvaltningen, och var särskilt intresserad av sådant som gällde flottan. Wrangel lät också anlägga skeppsvarvet Kronholmens skeppsvarv i Kronoby.
Under sin tid i Österbotten verkade han också för att landskapets enda trivialskola skulle flyttas från Nykarleby till Vasa, vilket också skedde på beslut av Karl XI år 1684. Enligt den lokala traditionen berodde Wrangels ställningstagande på att han av borgarna i Vasa förärats "tvenne svarta hästar, som bildlikt talat voro så starka, att de förmådde draga Österbottens enda högre läroverk 10 mil söderut".
1688 blev han landshövding i Närkes och Värmlands län, samt kallades 1693 till kungligt råd  och president i Bergskollegium. Han upphöjdes 1680 i friherrligt och 1693 i grevligt stånd. Didrik Wrangel synes ha varit en man av kraft och stort inflytande.
Gift med Magdalena Clerck  (född 1640), dotter till amiralitetsrådet Hans Clerck och Brita Swan. Barn:
1. Carl Gustaf Wrangel af Adinal  (1667–1707)
2. Beate Elisabeth Wrangel, gift 1690 med amiral och friherre Fredrik Evert Taube af Odenkat  (1648–1703).
3. Magdalena Wrangel, gift med ryttmästare von Möller till Kunda
4. Anna Maria Wrangel, gift 1687 med överstelöjtnant Stampus (Hans) Mörner af Morlanda.
5. Greta Wrangel, hovfröken